# Catagramma felderi
Catagramma felderi är en fjärilsart som beskrevs av William Chapman Hewitson 1868. Catagramma felderi ingår i släktet Catagramma och familjen praktfjärilar. Inga underarter finns listade i Catalogue of Life.